# ソウ・モン・ニン
ソウ・モン・ニン（英語: Saw Mon Nyin、ビルマ語: စောမုံညင်း、1919年8月10日 - 2011年12月12日）は、ミャンマーの作家。
以上は17歳のときより名乗っているペンネームであり、出生名はイン・イン（ရင်ရင်）。
初めて記事は中学2年生時に賭博について書いたものであり、『Yadanar Thiha』誌に掲載された。

## 経歴・活動
シャン州モメイク出身。ラングーン大学（現・ヤンゴン大学）、ダブリン大学卒業。幼少期は、ミャンマー・ガールガイドの代表として海外を訪問した。
1988年よりミャンマーののラジオ局や文化問題の番組として月2回の放送を開始した。
1993年にはミャンマー政府作成の『緬英辞典』の編纂を行ったミャンマー言語委員会の一員でもあり、2004年には自伝を出版した。そのほか、ミャンマー女性実業家協会やミャンマー母子福祉協会の後援者としてもしられている。また、ミャンマー女性問題連盟文化担当顧問、ミャンマー作家・ジャーナリスト協会中央執行委員、国文学賞選考委員会委員長、ミャンマー伝統文化芸能コンクール審査員を務めた。
2008年に心臓病を発症し、3年後ヤンゴンにて92歳で死去した。

## 私生活
結婚し2人の子供をもうけたが、氏の生前に夫と子供らは死去している。